# NGC 5925
NGC 5925 is een open sterrenhoop in het sterrenbeeld Winkelhaak. Het object werd op 28 juli 1826 ontdekt door de Schotse astronoom James Dunlop.

## Synoniemen
- OCL 938
- ESO 177-SC6

## Eugène Delporte's grenslijnen
Sommige bronnen, zoals het sterrengidsje Constellations, a concise guide in colour van Josef Klepešta en Antonín Rükl, tonen het object NGC 5925 als een noordoostelijk onderdeel van het aangrenzende sterrenbeeld Circinus (Passer), waarbij Eugène Delporte's rechthoekige uitsteeksel aan de westelijke grenslijn van het sterrenbeeld Norma (Winkelhaak) niet blijkt te bestaan. In dit uitsteeksel bevindt zich het object NGC 5925. In het sterrengidsje Constellations werd aan het noordoostelijk gedeelte van het sterrenbeeld Passer een rechthoekig uitsteeksel toegevoegd.